# Sittiparus
Sittiparus – rodzaj ptaków z rodziny sikor (Paridae).

## Zasięg występowania
Rodzaj obejmuje gatunki występujące w Azji.

## Morfologia
Długość ciała 12–14 cm; masa ciała 15,9–18,2 g.

## Systematyka
Rodzaj zdefiniował w 1884 roku belgijski zoolog Edmond de Sélys Longchamps na łamach „Bulletin de la Société zoologique de France”. Jako gatunek typowy autor wyznaczył sikorę rdzawą (S. varius).

### Etymologia
- Sittiparus (Sittaparus): zbitka wyrazowa nazw rodzajów: Sitta Linnaeus, 1758 (kowalik) oraz Parus Linnaeus, 1758 (sikora)[6].
- Penthornis: gr. πενθος penthos „żałoba, nieszczęście”; ορνις ornis, ορνιθος ornithos „ptak”[7]. Typ nomenklatoryczny: Melaniparus semilarvatus Salvadori, 1866.

### Podział systematyczny
Do rodzaju należą następujące gatunki:
- Sittiparus semilarvatus (Salvadori, 1866) – sikora białoczelna
- Sittiparus varius (Temminck & Schlegel, 1845) – sikora rdzawa